# Philipp Schaeper
Richard Philipp Schaeper (* 25. Juli 1858 in Etgersleben; † 1. Juli 1926 in Kötzschenbroda bei Dresden) war ein deutscher Verwaltungsbeamter. 

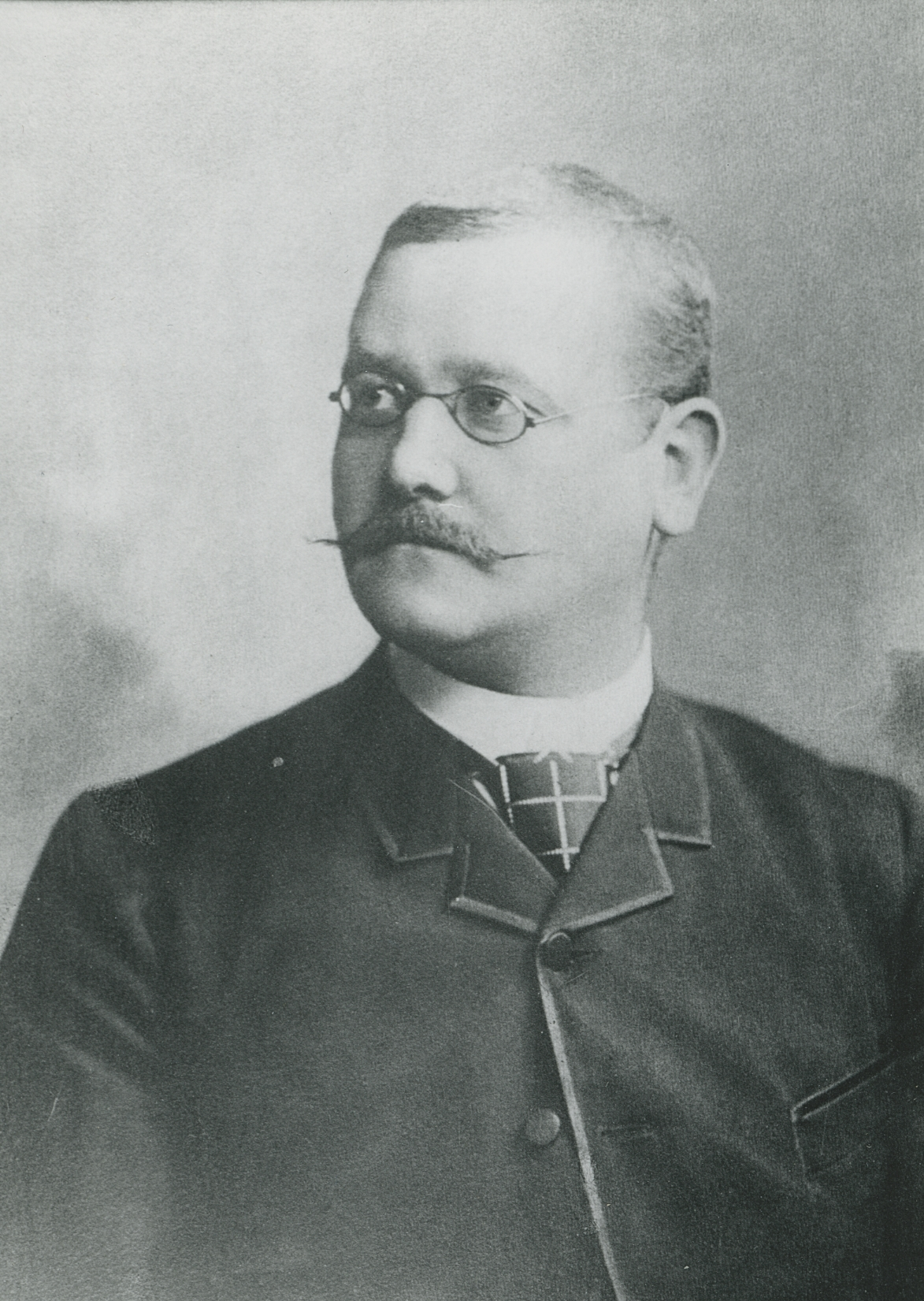
Porträtfoto von Philipp Schaeper (Quelle: Kreisarchiv Verden, 56/1760)

## Leben
Philipp Schaeper studierte Rechtswissenschaften an der Ruprecht-Karls-Universität Heidelberg. 1878 wurde er Mitglied des Corps Rhenania Heidelberg. Nach Abschluss des Studiums trat er in den preußischen Staatsdienst ein. Das Regierungsreferendariat absolvierte er bei der Regierung in Merseburg. 1886 bestand er das Regierungsassessor-Examen. 1890 wurde er Landrat des Kreises Achim. 1893 wechselte er als Landrat in den Landkreis Nordhausen. Das Amt hatte er bis 1917 inne. Schaeper war Gutsbesitzer. Nach seinem Ausscheiden aus dem Staatsdienst lebte er in Dresden.

## Auszeichnungen
- Ehrenbürger von Ellrich[6]